# ویکتور کابدو
ویکتور کابدو (اسپانیایی: Víctor Cabedo‎; ۱۵ ژوئن ۱۹۸۹ – ۱۹ سپتامبر ۲۰۱۲) دوچرخه‌سوار اهل اسپانیا بود. وی در مسابقات جیرو دیتالیا شرکت کرده است.